# Schrattenberg
Schrattenberg osztrák község Alsó-Ausztria Mistelbachi járásában. 2021 januárjában 834 lakosa volt. 

## Elhelyezkedése

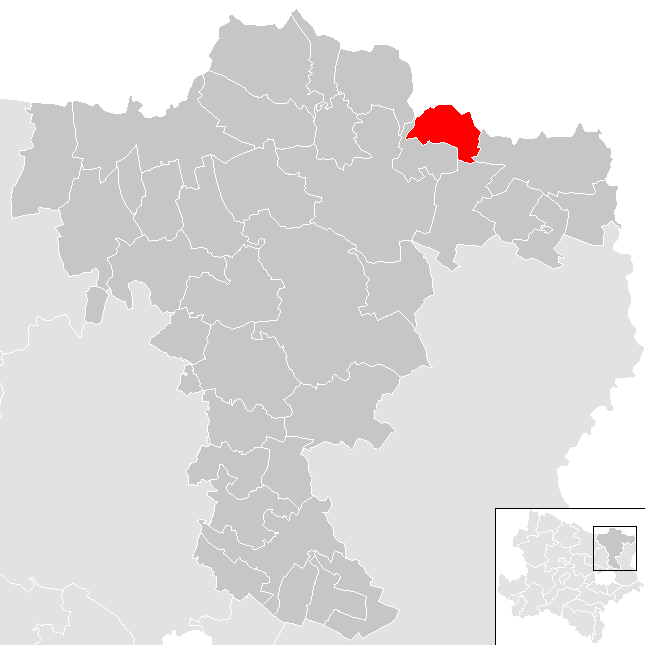
Schrattenberg a Mistelbachi járásban

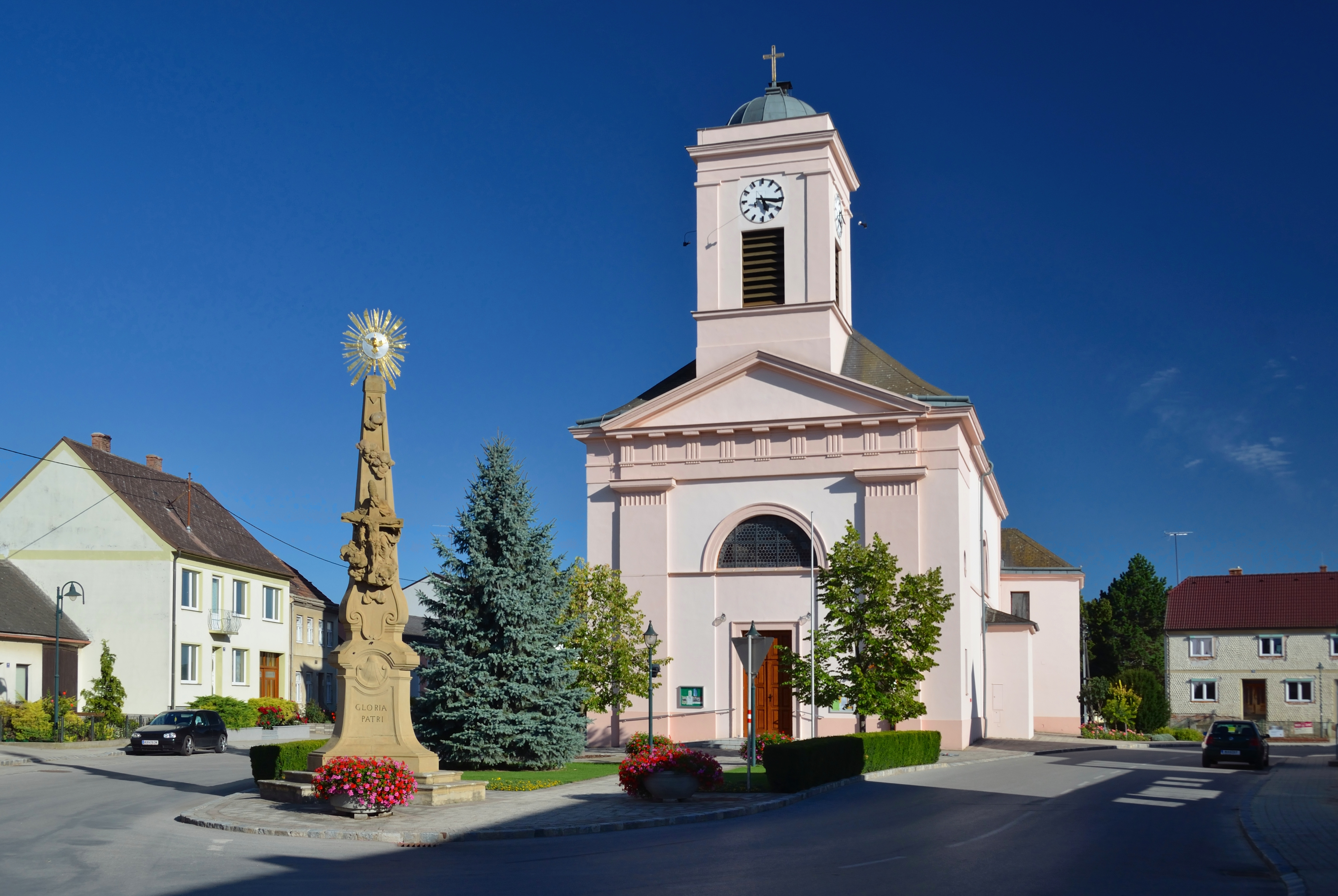
A Keresztelő Szt. János-plébániatemplom és az 1737-ben emelt Szentháromság-oszlop

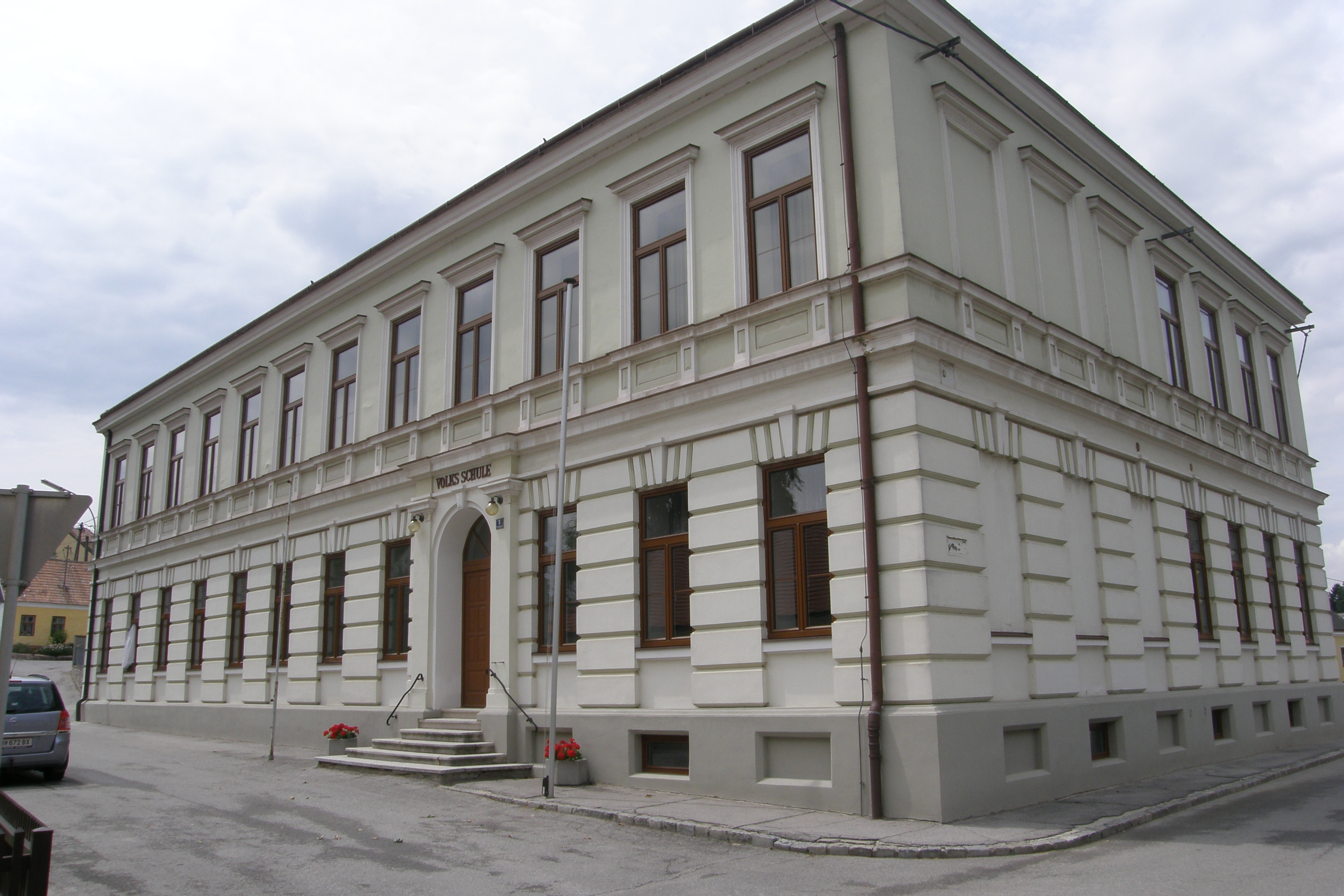
Az általános iskola

Schrattenberg a tartomány Weinviertel régiójában fekszik a Weinvierteli-dombságon, a Mühlbach patak mentén, a cseh határnál. Területének 10%-a erdő, 61,4% áll mezőgazdasági művelés alatt. Az önkormányzathoz egyetlen település és katasztrális község tartozik. 
A környező önkormányzatok: keletre Bernhardsthal, délkeletre Großkrut, délnyugatra Herrnbaumgarten, északra Valtice (Csehország).

## Története
Schrattenberget 1184-ben említik először. 
A második világháború végén egy szovjet légitámadásban három helyi lakos vesztette életét. A Vörös Hadsereg 1945. április 22-én ellenállás nélkül foglalta el a falut. 

## Lakosság
A schrattenbergi önkormányzat területén 2020 januárjában 834 fő élt. A lakosságszám 1910-ben érte el csúcspontját 2164 fővel, azóta csökkenő tendenciát mutat. 2018-ban az ittlakók 92,5%-a volt osztrák állampolgár; a külföldiek közül 0,7% a régi (2004 előtti), 5,4% az új EU-tagállamokból érkezett. 0,4% az egykori Jugoszlávia (Szlovénia és Horvátország nélkül) vagy Törökország, 1% egyéb országok polgára volt. 2001-ben a lakosok 94,4%-a római katolikusnak, 4,1% pedig felekezeten kívülinek vallotta magát. Ugyanekkor a németeken (98,4%) kívül a törökök alkották a legnagyobb nemzetiségi csoportot 0,8%-kal. 
A népesség változása:

| 2016 | 804 |
| 2018 | 810 |

## Látnivalók
- a Keresztelő Szt. János-plébániatemplom
- az 1883-ban épült iskolaépület

## Fordítás
- Ez a szócikk részben vagy egészben  a   Schrattenberg című német Wikipédia-szócikk ezen változatának fordításán alapul.  Az eredeti cikk szerkesztőit annak laptörténete sorolja fel. Ez a jelzés csupán a megfogalmazás eredetét és a szerzői jogokat jelzi, nem szolgál a cikkben szereplő információk forrásmegjelöléseként.